# Argira

Mapa de la antigua Acaya donde se aprecia la posible ubicación de Argira, al norte, cerca de Patras.

Argira (en griego, Ἀργυρᾶ) es el nombre de una antigua ciudad griega de Acaya. 
Es citada por Pausanias, que dice que estaba en el camino que iba de Patras a Egio, a continuación del río Cáradro. Destaca del lugar una fuente con el mismo nombre que la ciudad y el río Selemno. Narra la leyenda que Argira era una ninfa que se enamoró de un pastor muy hermoso llamado Selemno, pero cuando Selemno perdió su belleza, la ninfa dejó de visitarle y Selemno murió por ello. Entonces, Afrodita transformó a Selemno en un río. Tras la derrota de los etolios —que habían estado apoyados por aqueos de Patras— en su guerra contra los gálatas, en 279 a. C., muchos de Patras se establecieron en ciudades vecinas para trabajar en el campo. Así, poblaron Argira, Arba, Boline, Mesatis y Antea. Mucho tiempo más tarde, el emperador Augusto obligó a los habitantes de estos lugares a abandonarlos para volver a poblar la ciudad de Patras. En tiempos de Pausanias la ciudad estaba en ruinas.